# 頭帶新箭齒雀鯛
頭帶新箭齒雀鯛（學名：Neoglyphidodon mitratus），又稱頭帶新刻齒雀鯛，為輻鰭魚綱鱸形目雀鯛科新箭齒雀鯛屬的其中一種，分布於西太平洋所羅門群島、巴布亞紐幾內亞海域，深度10至45公尺，本魚體呈卵圓形且側扁，幼魚體呈黃色，背鰭有一大黑斑，並鑲亮藍色邊緣，該藍色邊緣延伸至眼睛上緣至吻部，形成一條線紋，眼睛下緣及尾柄處上方各有1亮藍色線紋；成魚頭頂褐色至背部呈藍灰色，眼睛橙色，頭部有2條褐色斜橫帶，一條在眼睛下方、另一條在鰓蓋，胸鰭基部亮藍色，臀鰭黃色，背鰭硬棘13枚;背鰭軟條13枚;臀鰭硬棘2枚;臀鰭軟條13枚，體長可達6.2公分，棲息在遮蔽隱密的珊瑚礁和潟湖，生活習性不明。